# 彭城街道
彭城街道，是中华人民共和国江苏省徐州市云龙区下辖的一个乡镇级行政单位。

## 行政区划
彭城街道下辖以下地区：
钟鼓楼社区、石磊社区、户部山社区、莲花社区、青年社区、晓光社区、云龙社区、兴隆社区、庆新社区、燎原社区、新生社区、建南社区、宣武社区和开明社区。